# Lista wypraw na Polską Stację Antarktyczną im. Henryka Arctowskiego
Chronologiczna lista wszystkich wypraw na Polską Stację Antarktyczną im. Henryka Arctowskiego,

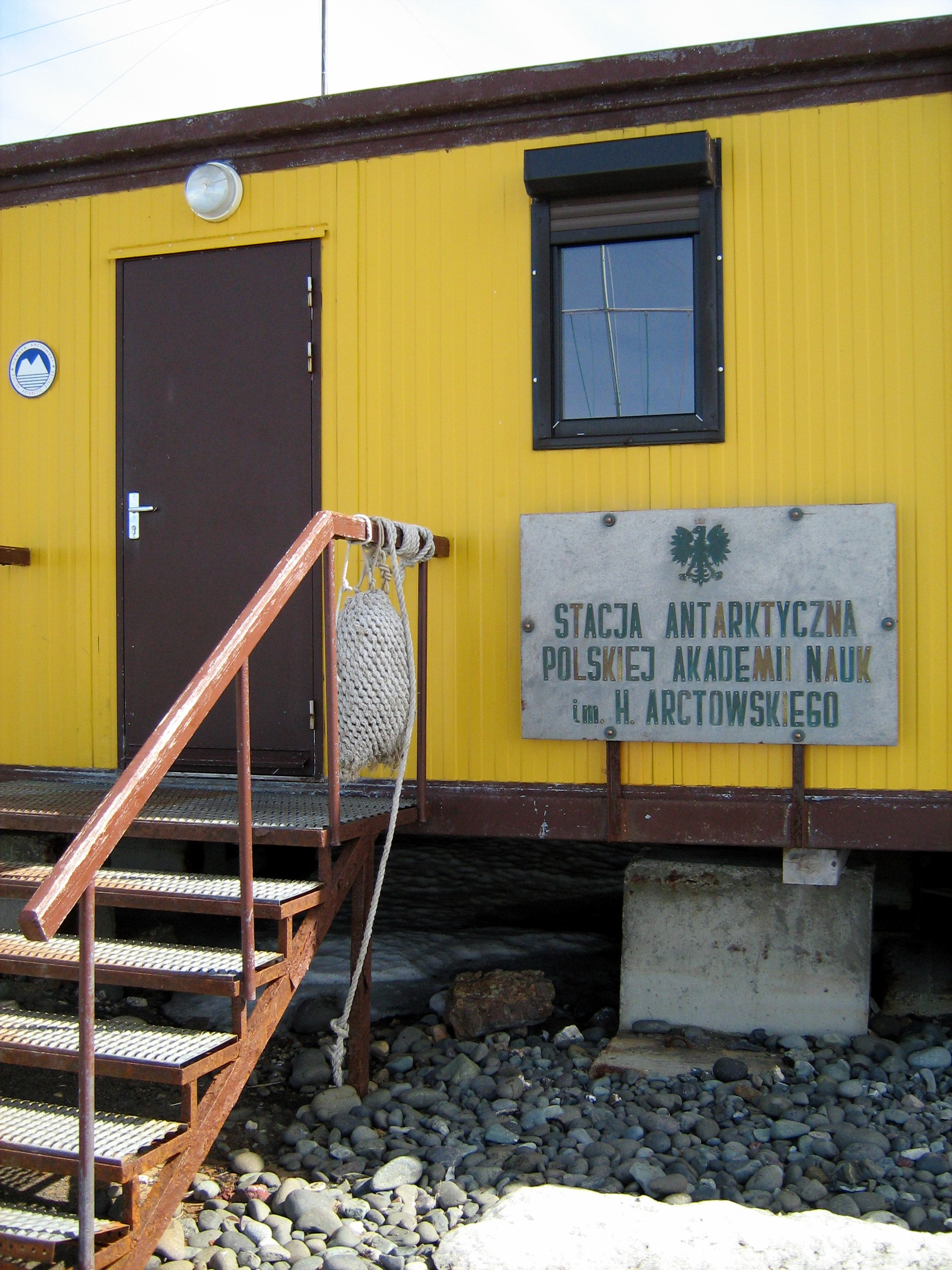
Wejście do głównego budynku

Pierwsza polska samodzielna morska wyprawa do Antarktyki wyruszyła pod koniec 1975 roku. Głównym jej celem było oszacowanie zasobów kryla i ryb w Oceanie Południowym. Wyprawa dotarła m.in. w rejon Wyspy Króla Jerzego, na której lądowała. Po rekonesansie terenu zdecydowano, że będzie to doskonałe miejsce na założenie stacji naukowej.
Na przełomie roku 1976/77 statki MT Dalmor i MS Zabrze wypłynęły z Gdyni zabierając ze sobą materiały do budowy Stacji, sprzęt, paliwo, środki transportu, żywność oraz uczestników wyprawy i ich bagaż. Inicjatorem oraz kierownikiem założycielskiej wyprawy był doc. dr Stanisław Rakusa-Suszczewski.
Stacja rozpoczęła działalność 26 lutego 1977 roku i funkcjonuje nieprzerwanie do chwili obecnej. Ogromne zaangażowanie osób związanych ze Stacją pozwoliło jej przetrwać zawirowania polityczne w czasie zmian ustrojowych oraz stan wojenny.
Praca stacji odbywa się w dwóch zmianach:
- Grupa zimowa pracująca w Stacji przez okres całego roku (od października do listopada kolejnego roku) składa się z około 8 osób, które pełnią następujące funkcje: kierownik wyprawy, energetyk, mechanik, informatyk, elektronik, lekarz/ratownik medyczny, operator UAV, obserwator ekologiczny, obserwator morski, obserwator hydrochemiczny i glacjologiczny[3].

- Grupa letnia w skład której min (od listopada do końca marca) wchodzą: bosman (obsługa, konserwacja i naprawy sprzętu pływającego), asystent terenowy (wsparcie naukowców w terenie), kucharz (obsługa w zakresie zbiorowego żywienia), administrator części hotelowej i pomoc w kuchni, pracownicy zajmujący się konserwacją i remontem zabudowań oraz sprzętu stacyjnego, obserwatorzy na Lions Rump (monitoring ekologiczny ptaków i ssaków płetwonogich)[4].

| Nazwa wyprawy   | Lata wyprawy | Liczba osób | Liczba osób | Kierownik wyprawy                                              | Uwagi |
| Nazwa wyprawy   | Lata wyprawy | Zima        | Lato        | Kierownik wyprawy                                              | Uwagi |
| --------------- | ------------ | ----------- | ----------- | -------------------------------------------------------------- | --- |
| I Wyprawa       | 1976–1977    | 19          | 60          | Józef Jersak (zima) Stanisław Rakusa-Suszczewski (lato)        | Pod koniec grudnia 1976 r. wypłynął z Gdyni MT „Dalmor” zabierając większość uczestników wyprawy, żywność i drobny sprzęt. W pierwszych dniach stycznia 1977 r. wypłynął drugi statek, MS „Zabrze”, który zabrał ok. 3 tys. ton wyposażenia wyprawy, w tym materiały do budowy stacji, paliwo i środki do ich wyładunku. Płynął na nim kierownik wyprawy, doc. dr Stanisław Rakusa-Suszczewski i grupa wyładunkowa. |
| II Wyprawa      | 1977–1978    | 19          | 50          | Maciej Seweryn Zalewski                                        | |
| III Wyprawa     | 1978–1979    | 20          | 54          | Maciej Rembiszewski (zima) Stanisław Rakusa-Suszczewski (lato) | Obok stacji, na wyniesieniu Pingwinisko został pochowany Włodzimierz Puchalski, fotograf i reżyser filmów przyrodniczych, który zmarł uczestnicząc w ekspedycji naukowej 19 stycznia 1979. |
| IV Wyprawa      | 1979 –1980   | 20          | 40          | Andrzej Myrcha                                                 | |
| V Wyprawa       | 1980–1981    | 19          | 21          | Lech Rościszewski (zima) Krzysztof Birkenmajer (lato)          | |
| VI Wyprawa      | 1981–1982    | 9           | 0           | Ryszard Wróblewski                                             | |
| VII Wyprawa     | 1982–1983    | 13          | 0           | Marek Zdanowski                                                | |
| VIII Wyprawa    | 1983–1984    | 14          | 6           | Ryszard Stępnik                                                | |
| IX Wyprawa      | 1984–1985    | 19          | 0           | Tadeusz Wojciechowski                                          | |
| X Wyprawa       | 1985–1986    | 17          | 7           | Edward Kołakowski                                              | |
| XI Wyprawa      | 1986–1987    | 20          | 9           | Rajmund Wiśniewski                                             | + grupa BIOMASS III (przebywała na stacji od 6 listopada 1986 do 1 stycznia 1987 roku) |
| XII Wyprawa     | 1987–1988    | 20          | 20          | Piotr Presler                                                  | |
| XIII Wyprawa    | 1988–1989    | 20          | 0           | Henryk Gurgul                                                  | |
| XIV Wyprawa     | 1989–1990    | 15          | 8           | Paweł Madejski                                                 | |
| XV Wyprawa      | 1990–1991    | 4           | 12          | Przemysław Gonera                                              | |
| XVI Wyprawa     | 1991–1992    | 4           | 11          | Maria Olech                                                    | |
| XVII Wyprawa    | 1992–1993    | 1           | 12          | Wojciech Kittel                                                | |
| XVIII Wyprawa   | 1993–1994    | 7           | 12          | Wojciech Bart                                                  | |
| XIX Wyprawa     | 1994–1995    | 3           | 12          | Krzysztof Makowski                                             | |
| XX Wyprawa      | 1995–1996    | 5           | 13          | Adam Barcikowski                                               | |
| XXI Wyprawa     | 1996–1997    | 4           | 13          | Tomasz Zadróżny                                                | |
| XXII Wyprawa    | 1997–1998    | 16          | 16          | Anna Kidawa                                                    | + grupa remontowa |
| XXIII Wyprawa   | 1998–1999    | 5           | 13          | Zbigniew Battke                                                | |
| XXIV Wyprawa    | 1999–2000    | 3           | 14          | Sebastian Baranowski                                           | |
| XXV Wyprawa     | 2000–2001    | 4           | 12          | Tomasz Janecki                                                 | |
| XXVI Wyprawa    | 2001–2002    | 5           | 11          | Paweł Loro                                                     | |
| XXVII Wyprawa   | 2002–2003    | 5           | 12          | Wojciech Majewski                                              | |
| XXVIII Wyprawa  | 2003–2004    | 8           | 11          | Wiesław Kołodziejski                                           | |
| XXIX Wyprawa    | 2004–2005    | 6           | 11          | Arkadiusz Nędzarek                                             | |
| XXX Wyprawa     | 2005–2006    | 7           | 13          | Leszek Wilczyński                                              | |
| XXXI Wyprawa    | 2006–2007    | 6           | 26          | Michał Offierski                                               | |
| XXXII Wyprawa   | 2007–2008    | 8           | 23          | Mikołaj Golachowski                                            | |
| XXXIII Wyprawa  | 2008–2009    | 6           | 33          | Tomasz Sobczak                                                 | |
| XXXIV Wyprawa   | 2009–2010    | 8           | 27          | Joanna Zubek                                                   | + 2 osoby – naukowcy z Bułgarii + 3 osoby – grupa pracowników MMPetro |
| XXXV Wyprawa    | 2010–2011    | 6           | 21          | Lech Wiśniewski                                                | + 2 osoby – Ekipa TVN 24 (przebywali na Stacji do połowy listopada 2010) + 2 osoby – MM-Petro (przebywali na Stacji do 15 stycznia 2011) + 2 osoby – grupa naukowców z Włoch + 6 osób – grupa geologów + 3 osoby – grupa nurkowa (przebywali na Stacji do 14 lutego 2011) |
| XXXVI Wyprawa   | 2011–2012    | 7           | 10          | Artur Body                                                     | + 2 osoby – grupa monitoringowa (Lion’s Rump) + 3 osoby – grupa mikrobiologów |
| XXXVII Wyprawa  | 2012–2013    | 7           | 5           | Marek Zieliński                                                | + 2 osoby – grupa monitoringowa (Lion’s Rump) |
| XXXVIII Wyprawa | 2013–2014    | 7           | 9           | Zbigniew Sobierajski                                           | + 2 osoby – grupa monitoringowa (Lion’s Rump) |
| XXXIX Wyprawa   | 2014–2015    | 7           | 22          | Lech Wiśniewski                                                | + 2 osoby – grupa monitoringowa (Lion’s Rump) + 13 osób – grupa naukowa + 2 osoby – grupa filmowa |
| XL Wyprawa      | 2015–2016    | 8           | 30          | Adam Latusek                                                   | + 2 osoby – grupa monitoringowa (Lion’s Rump) + 15 osób – grupa naukowa + 5 osób – załoga s/y Polonus |
| XLI Wyprawa     | 2016–2017    | 8           | 19          | Bartosz Matuszczak                                             | + 2 osoby – grupa monitoringowa (Lion’s Rump) + 10 osób – grupa naukowa |
| XLII Wyprawa    | 2017–2018    | 8           | 14          | Bartosz Celmer                                                 | + 2 osoby – grupa monitoringowa (Lion’s Rump) |
| XLIII Wyprawa   | 2018–2019    | 9           | 8           | Małgorzata Witczak / Daniel Kępski                             | W skład grupy weszli m.in. kierownik wyprawy, elektryk, mechanik, elektronik, informatyk, ratownik, obserwator hydrologiczny, strażak, obserwator ekologiczny, kucharka oraz obserwator ekologiczny. |
| XLIV Wyprawa    | 2019–2020    | 10          | 7           | Joanna Plenzer                                                 | |
| XLV Wyprawa     | 2020–2021    | 11          | 5           | Michał Raczyński                                               | |
| XLVI Wyprawa    | 2021–2022    | 9           | 13          | Michał Błaszkowski                                             | |
| XLVII Wyprawa   | 2022-2023    | 8           | 56          | Tomasz Kurczaba                                                | W skład grupy weszli m.in. kierownik wyprawy, elektryk, mechanik, elektronik, informatyk, lekarka, obserwatorka UAV, obserwator ekologiczny. W trakcie lata grupa składała się z zespołu kuchennego (4 osoby), naukowców oraz grupy budowlanej (27 osób). Członkowie wyprawy rozpoczęli podróż na pokładzie statku Noosfera, który wyszedł z portu w Kapsztadzie na koniec 2022 roku.                               |
| XLVIII Wyprawa  | 2023–2024    | 9           | 51          | Katarzyna Greń                                                 | Grupa zimowa składa się z kierownika wyprawy, operatora UAV, elektryka, mechanika, elektronika, informatyka, ratownika medycznego, obserwatora ekologicznego oraz zodiak drivera. W skład grupy letniej wchodzą osoby z zespołu kuchennego (4 osoby), operator portu, informatyk, obserwator ds. gatunków obcych i antropopresji, naukowcy (18 osób) oraz grupa budowlana (26 osób).                                |